# Єврімаж
«Єврімаж» (англ. Eurimages) — європейський фонд підтримки спільного кіновиробництва і прокату кінематографічних та аудіовізуальних робіт, створений при Раді Європи в 1988 році. «Єврімаж» займається допомогою в створенні копродукції, підтримкою кінотеатрального показу, частковою компенсацією витрат на переклад фільмів у цифровий формат, а також сприяє в дистрибуції картин.

## Історія
У травні 2016 року міністр культури України Євген Нищук заявив про наміри ініціювати вступ України до «Єврімаж». 18 липня 2018 року на презентації «Єврімаж» — Фонд підтримки культури Ради Європи. Як це працює?», що відбулася в рамках секції Film Industry Office Одеського міжнародного кінофестивалю було повідмлено, що «Єврімаж» підтримав заявку України на приєднання до кінофонду.
Україна стала повноправним членом "Єврімаж" у лютому місяці 2020 року. Національним представником України в «Єврімаж» є Володимир Яценко, заступником Національного представника в «Єврімаж» є Сергій Зленко.

## Премія Audentia
З 2016 року «Єврімаж» присуджує на міжнародних кінофестивалях премію «Audentia» (з лат. — «хоробрість» і «мужність»), яка вручається найкращим режисерам — жінкам. Нагорода заснована для підтримки ґендерної рівності в кіноіндустрії і становить приз у розмірі 30 000 євро. За допомогою цієї нагороди «Єврімаж» хоче залучити більше уваги до жінок — режисерів і надихнути їх на подальший розвиток. Статуетка премії розроблена художницею Євою Россано.
У 2016 році на Стамбульському міжнародному кінофестивалі нагороду вручили Анці Даміан за фільм «Чарівна гора» (Magic Mountain), а в 2017 році на кінофестивалі в Локарно нагороду отримала Валері Массадян за драму «Мілла» (Milla). Втретє Audentia вручили на 43-му Міжнародному кінофестивалі в Торонто режисерці Аламорк Давидіан за фільм «Смоківниця» (Etz Teena). 